# Arturo Reverter
Arturo Reverter Gutiérrez de Terán es un crítico musical español nacido en Santiago de Compostela en 1941. Es un experto en materia de artes vocales.

## Biografía
Arturo Reverter estudió Derecho en Madrid, en donde cursó además estudios de música y canto. Tras una etapa de ejercicio profesional en el mundo de las patentes y marcas, inició una dedicación progresivamente exclusiva al análisis y la divulgación musical en numerosos medios, tanto en prensa escrita: ABC, La Razón, El Cultural de El Mundo, como en revistas especializadas Ritmo, Scherzo —de la que es socio fundador—, Ópera Actual, Canarias 7 y en medios audiovisuales: TVE, Tele 5, Radio Clásica y Radio 2 de RNE (emisora de la que fue director en dos etapas, entre 1982 y 1986 y durante 1990). Además, es conferenciante habitual en entidades culturales y musicales españolas.
Dirige y presenta desde 1998 el programa de Radio Clásica Ars Canendi en el que diserta sobre el arte del canto lírico.

## Publicaciones
Reverter ha publicado cuatro volúmenes de obra comentada y discografía recomendada denominados Guías Península-Scherzo dedicadas respectivamente a Mozart (ISBN 978-84-297-3866-7), Beethoven (ISBN 978-84-830-7175-5), Schubert (Lieder) (ISBN 978-84-830-7176-2) y Brahms (ISBN 978-84-297-4063-9). 
Con Alianza Editorial publicó: El arte del canto: el misterio de la voz desvelado (ISBN 978-84-206-8235-8), Alfredo Kraus: una concepción del canto ISBN 978-84-206-8231-0 y Las mejores 50 arias de Verdi (ISBN 978-84-206-7863-4).
Reverter es también el autor de las voces españolas, la revisión técnica y la completa discografía recomendada de La discoteca ideal de música clásica (ISBN 978-84-080-1038-8), editado por Editorial Planeta, que complementa el libro de Kenneth y Valerie Mcleish A Listener's Guide to Classical Music.
En febrero de 2020, coincidiendo con el año de celebración del 250 aniversario del nacimiento del compositor, Reverter publicó con Victoria Stapells el libro Beethoven: un retrato vienés (ISBN 978-84-18155-09-3) editado por Editorial Tirant lo Blanch.